# Калиновский парк
«Калиновский парк» (укр. «Калинівський парк») — природный парк регионального значения, расположенный на территории Присивашской низменности и акватории залива Сиваш (Джанкойский район, Крым). Площадь — 12 000 га.

## История
Региональный ландшафтный парк создан согласно Постановлению Верховной Рады Автономной Республики Крыма № 913-2/2000 О расширении и упорядочении сети территорий и объектов природно-заповедного фонда местного значения в Автономной Республике Крым от 16 февраля 2000 года, землепользователями парка были определены Джанкойский СПТУ-48 и Азовский ЛВЗ. Согласно распоряжению Совета министров Автономной Республики Крым от 11 сентября 2012 года № 657-р О предоставлении разрешения на разработку проектов землеустройства по организации и установлению границ территорий природно-заповедного фонда местного значения были осуществлены проекты землеустройства по организации и установлению границ территорий природно-заповедного фонда местного значения (без изъятия земель) для Калиновского регионального ландшафтного парка, а также для ещё 5 природоохранных объектов.
По данным начальника Государственной инспекции по контролю за использованием и охраной земель в Крыму Валентина Дьяченко, в 2004 году Джанкойская районная государственная администрация незаконно передала в аренду охотничьему клубу «Азов» 4 108 га заповедных земель Калиновского регионального ландшафтного парка. Это было выявлено в ходе проверки соблюдения правил землепользования в парке. В связи с этим Госземинспекция направила в Джанкойскую районную государственную администрацию ходатайство об отмене незаконного распоряжения и передала материалы проверки в прокуратуру.
Является природным парком регионального значения согласно распоряжению Совета министров Республики Крым от 5 февраля 2015 года № 69-р «Об утверждении Перечня особо охраняемых природных территорий регионального значения Республики Крым». Распоряжением крымского правительства от 19 октября 2015 года № 981-р управление парком было возложено на Государственное автономное учреждение Республики Крым «Управление особо охраняемыми природными территориями Республики Крым».
Был определён режим хозяйственного использования и зонирование территории Постановлением Совета министров Республики Крым от 21.06.2016 № 269 «Об утверждении положений о природных парках регионального значения Республики Крым».

## Описание
Региональный ландшафтный парк был создан с целью сохранения и охраны водно-болотных угодий международного значения в Присивашье Крыма на месте урочища Калиновка, где был военный полигон. Является одним из очагов биоразнообразия в Сивашском регионе.
Парк существует «на бумаге»: администрации нет, границы не вынесены в натуру, участки степи распахиваются.
Парк расположен на территории Присивашской низменности и акватории залива Сиваш (север восточной части) Азовского моря между полуостровами Тюп-Тархан и Стефановский: урочища Калиновка и Крайняя, что севернее сёл Родное, Новоконстантиновка, Славянское и Апрелевка. Территория парка представлена сухопутной частью 6 417 га и акваторией залива Сиваш 5 583 га. На западе и востоке парка расположены заливы (засухи) Восточного Сиваша, которые переходят в глубоко вдающиеся участки суши периодически затапливаемые под действием ветра (ветровых нагонов) с примыкающими солончаковыми участками. В западный залив (участок суши периодически затапливаемый) не имея выраженного устья впадает река Стальная и канализированный ручей с прудом в устье, восточный залив называется Калиновский, в восточный участок суши периодически затапливаемый впадает три канализированных ручья. Парк включает село Прозрачное и южную часть безымянного острова в заливе Сиваш.
В состав парка были включены такие земли:
- Джанкойского СПТУ-48 площадью 2 309 га
- Азовского ЛВЗ площадью 4 108 га
- Акватория залива Сиваш площадью 5 583 га

Парк имеет функциональное зонирование: природоохранная (3800 га — суша 1600 га и акватория 2200 га), рекреационная (3300 га), агрохозяйственная зоны (4700 га).
Ближайший населённый пункт — село Прозрачное Джанкойского района АРК Украины, город — Джанкой.

## Природа
Растительность парка представлена естественными ассоциациями нескольких видов степей Крыма: дерново-злаковые, зональные пустынные, бледно-разнотравные степи. Эти виды степей в ландшафтном парке представлены в качестве эталонов растительности степного Крыма.
Из фауны в ландшафтном парке «Калиновский» распространены поселения бакланов, куликов, чаек, а также присутствуют сезонные (весной и осенью) скопления разных перелётных птиц. На заповедных территориях обитают около 150 видов птиц, 60 видов птиц из которых являются фоновыми.